# Borgundøya
Borgundøya är en ö i Kvinnherads kommun i Vestland fylke i västra Norge. Ön har en areal på 11,4 kvadratkilometer och den högsta punkten är Borgundnuten på 462 meter över havet.
Ön ligger söder om Fjelbergøya och sydväst om Halsnøya. I norr ligger Klosterfjorden och i söder Bjoafjorden medan Skånevikfjorden ligger på östsidan. Alla dessa fjordar är fjordarmar till Hardangerfjorden.